# Кільцева дорога (Ісландія)

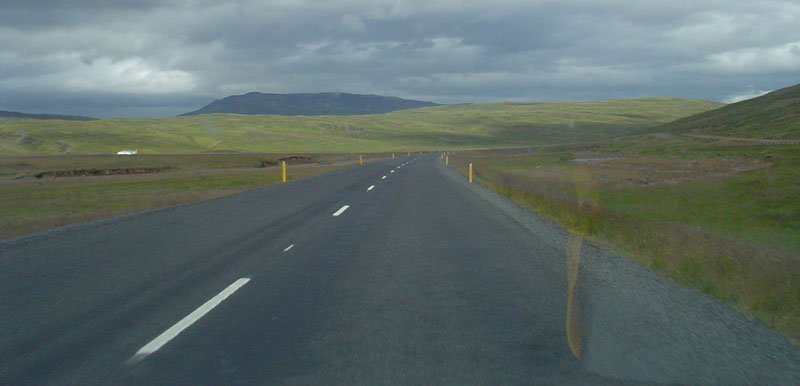
Ділянка дороги неподалік від Борґарфйордура

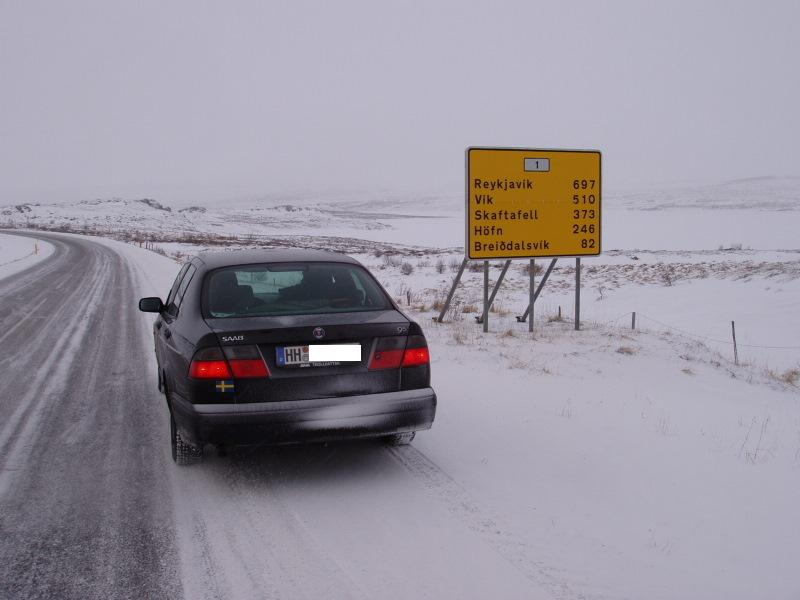
Показник відстаней біля Еґільсстадіра.

Грінгвегюр (ісл. Þjóðvegur 1 або Hringvegur) або Кільцева дорога; відома також як Дорога 1  — кільцева автомобільна дорога в Ісландії. 
Є провідною автомагістраллю країни, що сполучає між собою майже всі ісландські регіони та найбільші населені пункти
.
Протяжність дороги становить 1322 км (одна з найдовших у світі кільцевих автошляхів). З серпня 2019 року є повністю заасфальтованою на всіх ділянках
. 
Рух здійснюється двома смугами, за винятком односмугових ділянок на 33 мостах

і невеликих три- або чотирисмугових дистанцій у Рейк'явіку, Гевюдборгарсвайдіді та північній частині тунелю Гвальф'ярдаргеїнг.  

## Назва
До 1972 року дистанції доріг, що прокладені по периметру Ісландії і були незамкнутим кільцем (ісл. hringvegurinn í kringum landið  - «Кільцева дорога навколо країни»), називалися відповідно до свого розташування. 
Так, чотири основні дистанції мали назви Сюдюрландсвегюр (ісл. Suðurlandsvegur, — «дорога південної землі»), Вестюрландсвегюр (ісл. Vesturlandsvegur — «дорога західної землі»), Нордюрландсвегюр (ісл. Norðurlandsvegur — «дорога північної землі») та Ейстюрландсвегюр (ісл. Austurlandsvegur — «дорога східної землі»). 
Після того як в 1972 році було розпочато будівництво останньої дистанції замикаючої кільце, дорога отримала офіційну назву Грінгвегюр (ісл. Þjóðvegur — «кільцева дорога») та номер 1 (ісл. Þjóðvegur 1 — «Дорога 1») 
В Ісландії, крім Грінгвегюр 1 немає більше жодної дороги, номер якої починається на 1 (як 10-19 або 100-199) або складається з однієї цифри (2-9).

## Характеристика
Загальна довжина дороги, разом з мостами, становить 1322 км. 
На всій довжині Грінгвегюр має асфальтове покриття і майже завжди є двосмуговим, тобто має по одній смузі руху в кожну сторону. 
Там, де Грінгвегюр прокладено через Рейк'явік і столичний регіон (Гевюдборгарсвайдід), кількість смуг руху може збільшуватися до трьох чи чотирьох. 
У північній частині тунелю Гвальф'ярдаргейнг, розташованого під морським дном, також додається додаткова смуга для підйому з тунелю. 
Проте на початок 2021 року понад тридцять невеликих дерев'яних або металевих мостів на Грінгіверюр є односмуговими (деякі з них мають ніші для пропуску зустрічного транспорту або роз'їзду)
Максимальна дозволена швидкість руху на більшій частині Грінгвегюр становить 90 км/годину, знижуючись до 70 км/годину в тунелях і до 60-30 км/годину у населених пунктах.
Деякі дистанції дороги Хрінгвегюр потенційно небезпечні, оскільки мають сліпі повороти та підйоми, проходять через односмугові мости чи гірські перевали. 
Взимку на багатьох дистанціях дорожнє покриття замерзає, а деякі дистанції Грінгвегюр можуть закриватися через снігові замети або сильні вітри (від 25 до 50 м/с).
Крім того, дистанції Грінгвегюр на льодовикових рівнинах, особливо через Скейдараурсандюр, іноді зазнають затоплення або руйнування через єкуллойп під час або після вивержень прилеглих вулканів.
Грінвегюр за своїм маршрутом проходить через чотири тунелі:
- Альманнаскардсгейнг[en] (ісл. Almannaskarðsgöng) - довжина 1300 м, побудований в 2005 році у регіоні Ейстюрланд під перевалом Альманнаскард
- Вадлагейдаргейнг[en] (ісл. Vaðlaheiðargöng) — довжина 7400 м, побудований в 2018 році у регіоні Нордюрланд-Ейстра під гірським хребтом Вадлахейді
- Фаускрудсф'ярдаргейнг[en] (ісл. Fáskrúðsfjarðargöng) - довжина 5900 м, побудований в 2005 році у регіоні Ейстюрланд під гірським плато Брейдалсхейді
- Гвальфьярдаргейнг (ісл. Hvalfjarðargöng) — довжина 5770 м, побудований в 1998 році між регіонами Хевюдборгарсвайдід і Вестюрланд під дном Хваль-фіорду

## Маршрут
Офіційно нульовий кілометр Грінгвегюр знаходиться в Скейдараурсандюр на межі двох громад - Горднафьордюр (регіон Ейстюрланд ) та Скаптаургреппюр (регіон Сюдюрланд) . 
Але традиційно місцеві жителі та туристи приймають за нульовий кілометр точку на околиці Рейк'явіка, де з'єднуються Вестюрландсвегюр (західна частина Хрігвегюр) і Сюдюрландсвегюр (південна частина Хрінгвегюр).
За годинниковою стрілкою від Рейк'явіка дорога проходить такими містами:
- Рейк'явік
- Мосфельсбаїр
- Ґрундаргверфі
- Борґарнес
- Біфрест
- Бру
- Блендуос
- Акурейрі
- Рейк'яглід
- Еґільсстадір
- Брейддалсвік
- Д'юпівоґур
- Гепн
- Кірк'юбайярклаустур
- Вік і Мірдал
- Скоґар
- Гволсветлюр
- Гелла
- Сельфосс
- Квераґерді